# 三河萬歳

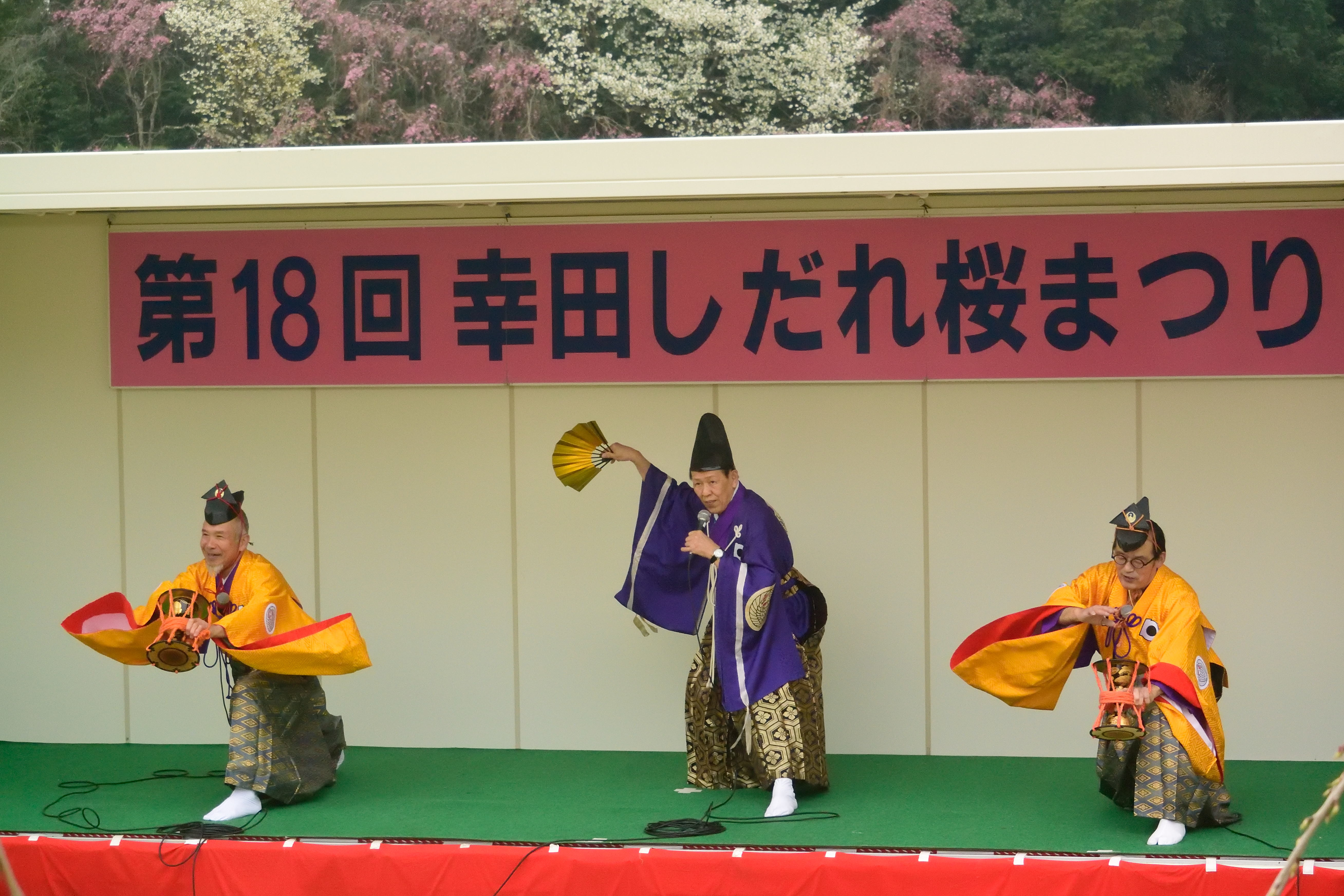
幸田町の三河萬歳

三河萬歳（みかわまんざい）とは、愛知県の旧三河国地域であった安城市・西尾市・豊川市小坂井町・額田郡幸田町に伝わる伝統芸能である。特に、伝承地名により別所万歳（安城市）・森下万歳（西尾市）とも呼ばれる。この他にも三河地方の各地に三河万歳があるが、この項目では別所万歳と森下万歳を中心に記述する。なお表題は「萬歳」としているが、ここでは一般用語（喜びや祝いを表すときの言葉）の「万歳（ばんざい・ばんぜい）」との区別を必要としないので、表記を「万歳」で統一した。

## 概要
もとは正月の祝福芸だが、現在は季節を問わず慶事の際などにも披露される。1995年（平成7年）12月26日に国の重要無形民俗文化財に指定された。また伝統を継承していくために、安城市立安城西中学校、安城市立安城東部小学校、安城市立丈山小学校、愛知県立安城農林学校でクラブ活動の一環として行われている。

## 内容

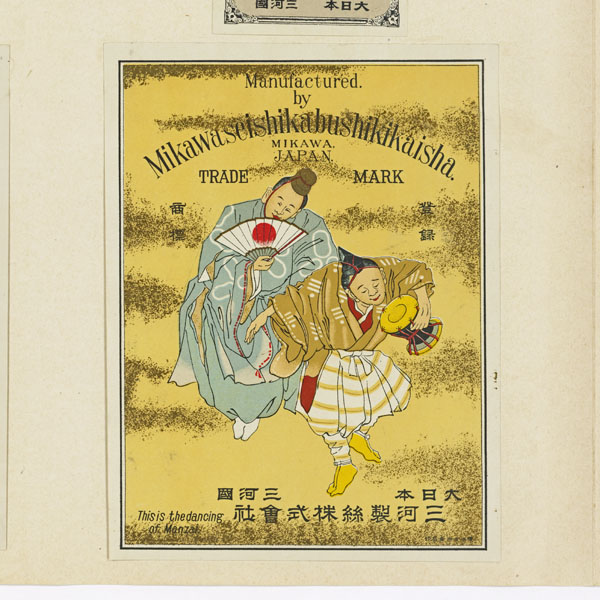
三河萬歳の様子を描いた三河製絲のチョップ

### 編成
基本的には太夫（たゆう）と才蔵（さいぞう）の2人が1組となる。明治時代以降に取り入れられた尾張万歳系の演目の場合は、太夫1人に対し才蔵が2〜6人で披露される。
現在、各地の保存会によって演じられている三河万歳は、多くが尾張系の演目を取り入れて太夫1人に対し才蔵が複数という形を取っているが、西尾の森下万歳は太夫と才蔵の2人1組である。

### 衣装・扇
一般的には、太夫は風折烏帽子に素襖（素袍）、才蔵は侍烏帽子か大黒頭巾に裁着袴（たっつけばかま）という衣装である。太夫は手に扇子か舞扇を持つ。
江戸時代に三河出身の徳川家によって優遇されたため、江戸城や大名屋敷の座敷にあがり万歳をすることが可能であった。そのため太夫は武士のように帯刀、大紋の着用を許され、頭には風折烏帽子を、扇は中啓（能楽で使う扇の一種で、閉じた状態を横から見た時に先が広がっている）を用いた。これらの出で立ちは五位以上（一般の大名が任ぜられる位）の武士が、大紋を着用するための慣わしに沿ったものである。また才蔵も素襖を着用し、頭に侍烏帽子を着けた。太夫、才蔵共に足元を引きずる長い袴を着用する。西尾の森下万歳はこの形で演じられる。

### 楽器
基本は才蔵が持つ小鼓だけを用いる。
三曲万歳など、尾張系の演目の場合は三味線と胡弓を加えたり、太鼓・三味線・拍子木を使用する。

## 起源

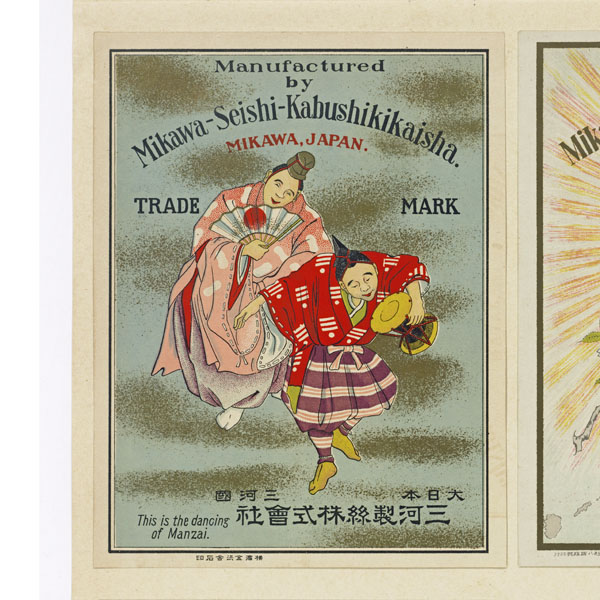
三河萬歳の様子を描いた三河製絲のチョップ

安土桃山時代、国家の雇用人であった陰陽師が、弾圧や迫害を受け衰微し、その後、1594年（文禄3年）に豊臣秀吉がすでに民間の陰陽師となった声聞師にたいし、荒地の開墾を命じ（120人余り）、辛うじて生き残った多くが尾張（尾張国春日井郡清洲付近）に追いやられ、そして千秋万歳をおこし、それが尾張万歳として生き残り、現在の上方芸人、浄瑠璃、歌舞伎の基になったといわれ、歌舞伎は、京都で出雲大社の巫女が男装をして踊り、現代に引き継がれたと　吉川弘文館　陰陽師と貴族社会　繁田信一著によって記述されている。
また地域伝承として1598年（慶長3年）の豊臣秀吉の死後も、多くの声聞師が京や大坂に帰らず尾張に留まり、その中から三河に万歳を伝えるものがあったという。これは尾張万歳も起源を同一と見る説であるが、それぞれ三河万歳である別所万歳、森下万歳を伝承する地では、これとは異なった起源も地元では伝えられている。

### 別所万歳
室町時代の応仁の乱（1467年 - 1477年）を逃れた尾張の熱田薬師寺の僧玄海が、長谷部郷（現・岡崎市西本郷町、安城市東・ 西別所町一帯）へ移り住んで、国家安泰と五穀豊穣の祈祷をして舞楽（礼楽舞）を奏したことが始まりと伝えられている。玄海は徳川家の前身である安祥松平家初代当主の安祥城主松平親忠の依頼に応じて矢除けの祈祷、 万歳祝言などをして長谷部郷に15町四方（約225ha）の土地を与えられ、そこを別所村と名付けた。その地名より別所万歳と呼ばれる。玄海の後を継いだ大行日吉法印（位牌から実在が確認）は、安祥松平氏に臣従し、矢除けの祈祷や万楽祝言を行い、万歳師を統括していった。徳川家康（安祥松平家六代当主）の関東移封以降、万歳師一党は、関東17か国の巡回の権利を獲得し、関東一円に旦那場を広げていく。江戸中期以後、万歳師は土御門家の支配下に入り、陰陽道職となった。万歳といえば、三河万歳といわれるようになるのもこの頃からで、江戸時代を通じて代表的な芸能に成長していった。

### 森下万歳
伝説によると、鎌倉時代中頃に実相寺の開山の応通禅師が、中国への留学時代に隋の煬帝が作られたという万歳楽を覚えて帰国した。後に南宋の陳照答谷という官吏が、元との争いで日本へ亡命して応通禅師を頼り保護を願い出た。応通禅師は陳照答谷の生活の糧となるように、習い覚えた万歳楽の曲に仏教の布教のための言葉をつけ、教えたという。伝承地の西尾市上町辺りを古くは森下村と呼んだことから森下万歳と呼ばれる。
なお、幸田の三河万歳は、1897年（明治30年）に西尾の森下万歳の太夫に相手役の才蔵として付いたことにより伝えられたもので、特別な呼び名はなく単に「幸田の三河万歳」と呼ばれる。

## 歴史

### 明治以降

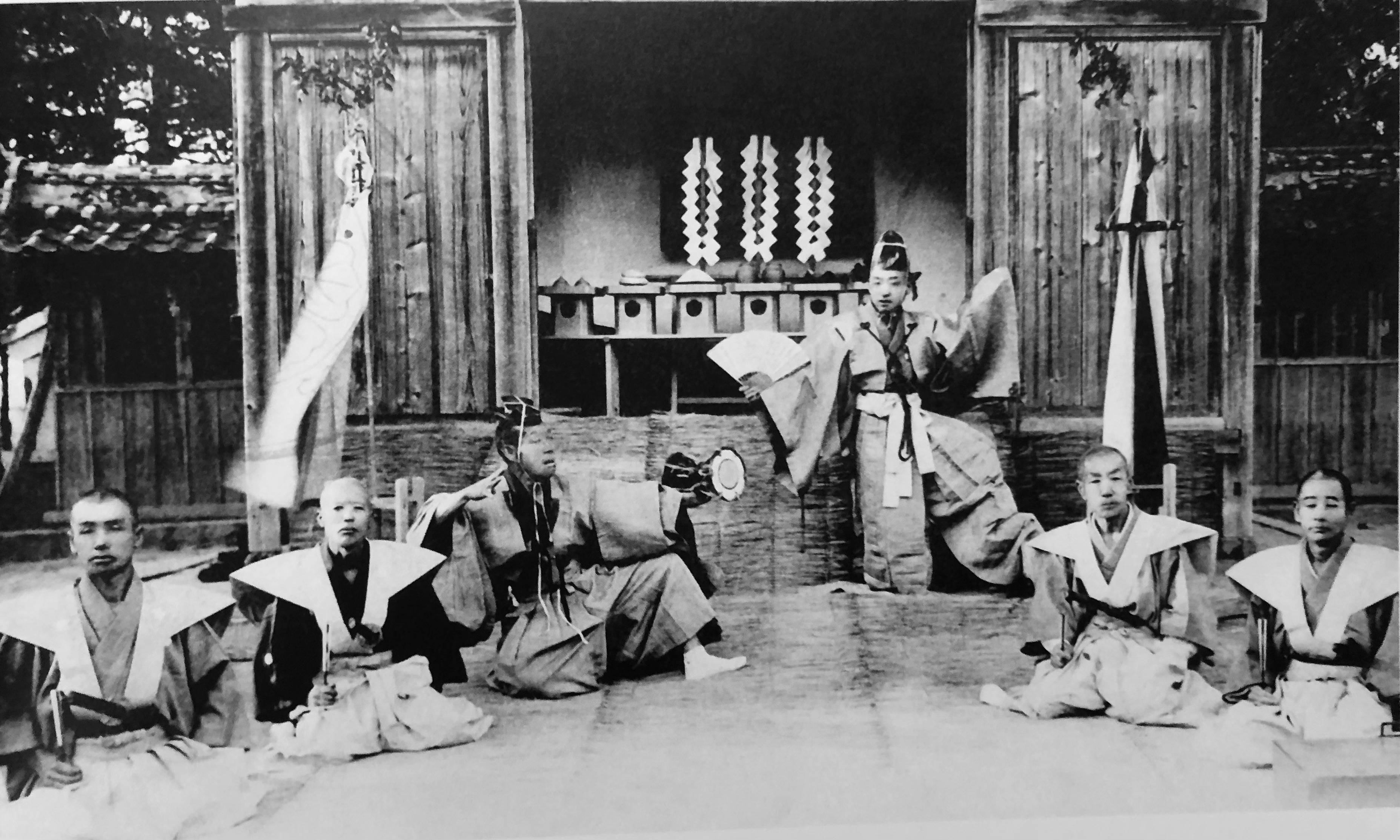
1915年6月、碧海郡六ツ美村（現・岡崎市中島町）で悠紀斎田お田植えまつりが行われた。その折に六ツ美第三尋常高等小学校の校庭で三河萬歳が披露された。

徳川家の庇護も無くなり陰陽師も禁止されたため、三河万歳は後ろ盾を失ったが、尾張万歳から娯楽性の高い三曲万歳などを取り入れることで万歳を継承していった。1887年（明治20年）以降に万歳師は神道職となり、「天の岩戸開きの舞」など日本の神話にちなんだものが演目に取り入れられた。
しかし、第二次世界大戦後には、他の地域に伝わる万歳同様に三河万歳も衰退した。一時期、別所万歳、森下万歳ともに地域に継承者がいなくなる事態に陥ったが、他の地域に住んでいた三河万歳の万歳師から芸を受け継ぎ復活させた。やがて保存活動が実を結び、1995年12月に国の重要無形民俗文化財の指定を受けるに至った。

## 主な演目
- 御門開き
- 三羽鶴の舞
- 七草の舞
- 天の岩戸開きの舞

## 伝播

### 系統の万歳
愛知県三河地方以外で三河万歳の系統に属するおもな万歳
- 会津万歳（福島県郡山市）
- 秋田万歳（秋田県秋田市）
- 阿蘭陀万才（長崎市）※長崎くんちの奉納踊

## その他

### 土御門家
平安時代の陰陽師である安倍晴明の系譜を引き、陰陽道を家業とした京都の公家で、江戸時代の1683年に将軍の徳川綱吉から「占いを行う者は全て土御門家の差配に従うように」という朱印状が出され、陰陽師らを統括する陰陽道宗家とされた。万歳は元来、新年を言祝ぐ芸能であり儀式でもあったため、万歳師は陰陽師と同じ括りであった。そのため三河万歳の万歳師は土御門家から免許状をもらい、毎年貢納料を納めて江戸をはじめ関東17カ国を巡回する権利を得ていた。いわゆるこのお墨付きがあるおかげで、通行手形なしで関所を通過でき、万歳をするために江戸城内や大名の屋敷にも入ることができた。

### 才蔵市
江戸時代、毎年12月28日に江戸の日本橋南詰四日市（現在の東京都中央区日本橋一丁目あたり）に立った、万歳の相方となる才蔵を雇う市場のこと。三河万歳の場合、三河から太夫が単身で江戸に向い、現地で才蔵を期間雇用するが慣習となっていた。才蔵は主に下総（千葉県）からきた農民で、太夫に雇われると正月までの短期間に才蔵を演じる手ほどきを受けた。しかし太夫は、呼吸の合う気に入った才蔵を見つけると、年末に再び万歳を組むことを約束し三河に帰るため、新規に雇われる機会が減っていき、江戸時代後期の天保の頃には廃れていった。三河から来る万歳の太夫も房総から来る才蔵も、互いに遠方同士ではあったが、農閑期に万歳師となる農民という同じ境遇故に義理固く、年末に江戸にある太夫の定宿に才蔵が尋ねて行き再会するが、病気や弔事で行けない時などは代わりのものを差し向けた。